# VIVAPIANO
VIVAPIANO е ежегоден международен конкурс за пианисти непрофесионалисти.
Конкурсът VIVAPIANO за пианисти непрофесионалисти е създаден от пианистката Даниела Дикова през 2010 г. с почит към доайена на българската клавирна школа акад. Андрей Стоянов. Единствен на Балканите, той среща изпълнители от всякакви възрасти, дава сцена за изява на лица със специални нужди, включително деца аутисти, и е място за общуване между клавирните педагози. Конкурсът работи за формирането на високообразована концертна публика, популяризирането на музикантската професия и привличането на младежите към професионалното музикално образование.
VIVAPIANO е подиум за изява на всички музициращи за собствено удоволствие, без ограничение във възраст, социална група и националност, както и сцена за дебют на млади музикални таланти.
Чрез реализацията си VIVAPIANO способства за повишаването на социалната значимост на музикалната културата в столицата, като разширява и възпитава нови публики. Конкурсът създава усещане за общност между експерти, преподаватели, участници и публика, а хората със специални нужди се радват на особено внимание. Основна цел на конкурса VIVAPIANO е да окуражат младите хора да изучават професионално музика. За всички останали той е мощен стимул за развитие.
Партньори в различните издания на конкурса VIVAPIANO са били Софийската филхармония, Националната музикална академия, Българската национална телевизия, Българското национално радио и Съюзът на българските композитори.